# Matos Costa
Pour les articles homonymes, voir Costa.
Matos Costa est une ville brésilienne du nord de l'État de Santa Catarina.

## Généralités
La localité naquit sous le nom de São João dos Pobres. Elle commença à croître à partir de 1910 avec l'arrivée du chemin de fer São Paulo - Rio Grande do Sul. La gare locale fut incendiée durant la guerre du Contestado. Le nom actuel, datant de 1938, est une référence au capitaine João Teixeira de Mattos Costa, tué lors de la répression contre les rebelles qui rejoignirent la cause du Contestado.

## Géographie
Matos Costa se situe par une latitude de 26° 28′ 22″ sud et par une longitude de 51° 08′ 54″ ouest, à une altitude de 1 220 mètres.
Sa population était de 2 838 habitants au recensement de 2010. La municipalité s'étend sur 432 km2.
Elle fait partie de la microrégion de Joaçaba, dans la mésorégion Ouest de Santa Catarina.

## Administration

### Liste des maires
Depuis son émancipation de la municipalité de Porto União en 1962, Matos Costa a successivement été dirigée par:
- Antonio Maciel de Araújo - 1962 à 1963
- Sebastião Carneiro - 1964 à 1969
- José Faustino Carneiro - 1970 à 1973
- Antonio Fagundes - 1974 à 1977
- Sebastião Carneiro - 1981 à 1984

Depuis son émancipation de la municipalité de Porto União en 1962, Matos Costa a successivement été dirigée par:
- Antonio Maciel de Araújo - 1962 à 1963
- Sebastião Carneiro - 1964 à 1969
- José Faustino Carneiro - 1970 à 1973
- Antonio Fagundes - 1974 à 1977
- Sebastião Carneiro - 1981 à 1984

| Période | Période | Identité                | Étiquette | Qualité |
| ------- | ------- | ----------------------- | --------- | ------- |
| 1985    | 1988    | Nelson Castilho         | PDS       |         |
| 1989    | 1992    | Carlos Antonio Foltz    | PT        |         |
| 1993    | 1996    | Darcy Batista Bendlin   | PPS       |         |
| 1997    | 2000    | Luis Fernandes Steffani | PSDB      |         |
| 2001    | 2004    | Natanael Pires          | PL        |         |
| 2005    | 2012    | Darcy Batista Bendlin   | PPS       |         |

### Divisions administratives
La municipalité est constituée d'un seul district, siège du pouvoir municipal.

## Villes voisines
Matos Costa est voisine des municipalités (municípios) suivantes :
- Porto União
- Calmon
- General Carneiro dans l'État du Paraná